# سر دوراه
سر دوراه یا سردوراه، محله‌ای در شهر یزد است. محله سر دوراه از شمال به محله کوچه بیوک، از جنوب به محله خرمشاه، از غرب به محله اهرستان و از شرق به محله پشت باغ منتهی می‌شود. این محله در قرن نهم هجری وجود داشته و نام آن در متون تاریخی یزد آورده شده‌است. این محله از محلات خوش و آب و هوای یزد است.

## ریشه نام
این محله به دلیل قرار گرفتن بر سر دوراهی اصفهان و شیراز به این نام خوانده می‌شود.

## آثار تاریخی
آثار تاریخی این محله عبارتند از:
- مسجد زاویه[۲]
- آب‌انبار زاویه
- آب‌انبار سر دوراه
- آب‌انبار محمد باقر
- کارخانه اقبال[۲]